# Vi a l'antiga Roma

Expansió de l'Imperi Romà.

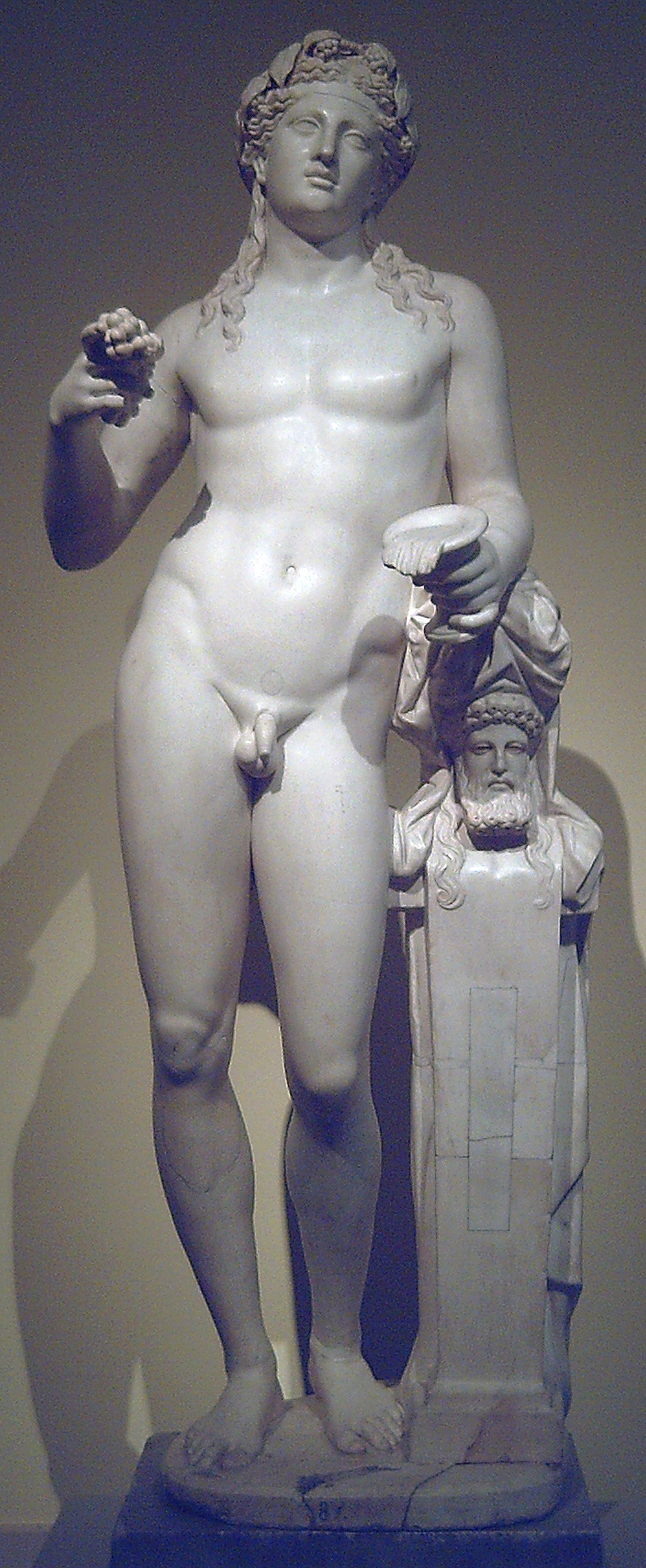
Estàtua romana de Dionís també nomenat Bacus, el déu del vi (c.150 aC. Museu del Prado).

El vi a l'antiga Roma va exercir un paper fonamental en la història del vi. Les primeres influències de la viticultura a la Península Itàlica poden seguir-se fins als grecs i etruscs. L'apogeu de l'Imperi Romà va suposar un augment en la tecnologia i el coneixement de la producció de vi, que es va estendre a totes les parts de l'imperi. La influència romana va tenir un profund efecte en les històries de les principals regions vinícoles actuals de França, Alemanya, Portugal i Espanya. A les mans dels romans, el vi es va tornar «democràtic» i va estar disponible per a tothom, des de l'esclau més baix fins a l'aristòcrata, passant pel pagès. La creença romana que el vi era una necessitat vital diària va promoure la seva extensa disponibilitat entre totes les classes. Això va portar al desig de portar la viticultura i la producció de vi a totes les parts de l'imperi, per assegurar un subministrament estable per als soldats i colons romans. L'economia també va entrar en joc, a mesura que els mercaders romans veien oportunitats de comerç amb tribus natives com els gals i germànics, portant la influència de Roma a aquestes regions abans de l'arribada de les milícies. Les obres dels escriptors romans -especialment de Cató, Columel·la, Horaci, Pal·ladi, Plini, Varró i Virgili- permeten entendre el paper del vi en la cultura romana i comprendre els costums de l'època sobre la seva producció i la viticultura. Moltes de les tècniques i principis desenvolupades per primera vegada a l'època romana poden trobar-se a la producció de vi actual.

## Història antiga

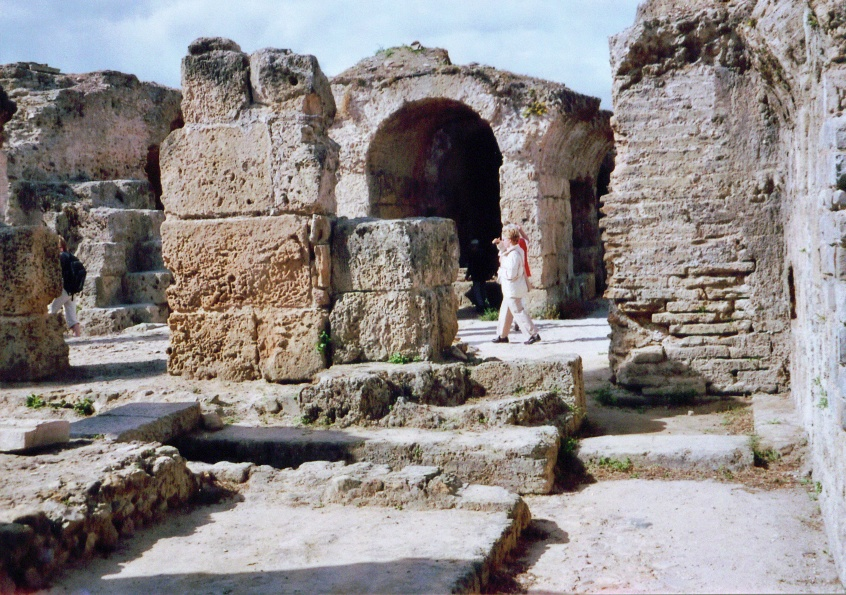
Les ruïnes de Cartago. Quan la ciutat va ser destruïda, un dels pocs elements que es van guardar pels romans van ser els treballs agrícoles de Magó

Les vinyes salvatges han crescut en la península itàlica des de la prehistòria i els historiadors no han estat capaços d'assenyalar el moment exacte en el qual va començar el seu cultiu i la producció de vi. És possible que la civilització micènica tingués alguna influència a través dels primers assentaments grecs en el sud d'Itàlia, però la primera evidència registrada sobre aquest tema es dona en el 800 aC. La viticultura va ser ben afermada per la civilització etrusca centrada a la moderna regió vinícola de la Toscana. Els antics grecs consideraven al vi un element bàsic de la vida domèstica, així com un producte comercial viable. En tota l'antiga Grècia s'animava als colons a plantar vinyers per a ús local i comerç amb les ciutats estat gregues. El sud d'Itàlia, amb la seva abundància de vinyes nadiues, era una ubicació ideal per a la producció de vi, sent conegut pels grecs com Oenòtria («terra de vinyes»).
Quan Roma va créixer des d'una col·lecció d'assentaments a un regne i després una república, la cultura vinícola romana es va veure influïda per les habilitats i tècniques de les regions que eren conquistades i passaven a formar part de l'Imperi Romà. Els assentaments grecs del sud d'Itàlia van quedar completament sota control romà en el 270 aC. Els etruscs, que ja havian establerts rutes comercials amb els gals, van ser conquistats completament al segle i aC. Les guerres púniques amb Cartago van tenir un efecte especialment important sobre la viticultura romana: a més d'ampliar els horitzons culturals de la ciutadania romana, també els van donar accés a les avançades tècniques viticultores dels cartaginesos, i especialment a l'obra de Magó. Quan les biblioteques de Cartago van ser saquejades i incendiades, una de les poques obres cartagineses que van sobreviure van ser els 26 toms de les obres de Magó, que van ser traduïdes al llatí i el grec en el 146 aC. Magó va ser molt citat en influents obres romanes de Plini, Columel·la, Varró i Gargilius Martialis.

## Edat daurada
Durant la major part de la història vinícola romana, el vi grec va ser el més apreciat, tenint les varietats locals preus molt més baixos. El segle ii aC va començar la «edat daurada» de la producció de vi romà i el desenvolupament dels vinyers grand cru (un tipus de primitiu primer cru romà). La verema del 121 aC. va tenir una fama llegendària i va arribar a ser coneguda com a «vinum opimianum o vi d'Opimi», pel cònsol de l'època, Lucio Opimi. Aquesta collita va destacar per la gran producció i la inusualment alta qualitat dels vins produïts, alguns dels quals se seguia bevent uns 100 anys després. Plini el Vell va escriure exhaustivament sobre els primers crus de Roma, destacant el falern, el albano i el cécube. Altres vinyers primer cru inclouen Rhaeticum i Hadrianum, situats al llarg del riu Po, a les actuals regions de Lombardia i el Vèneto respectivament; Praetutium (sense relació amb la moderna Teramo, històricament coneguda pel mateix nom), s la costa adriàtica prop de la frontera de Emília-Romanya i Les Marques; i Lunense, a l'actual Toscana. Al voltant de la pròpia Roma estaven les finques de Caecuban, Falernian, Caulinum, Trebellicanum, Massicum, Gauranium i Surrentinum. A Sicília estava la primera finca viticultora de Mamertinum. En aquest apogeu, s'estima que Roma consumia prop d'1,8 milions de hectolitres de vi a l'any, aproximadament mig litre diari per cada home, dona i nen.

### Pompeia

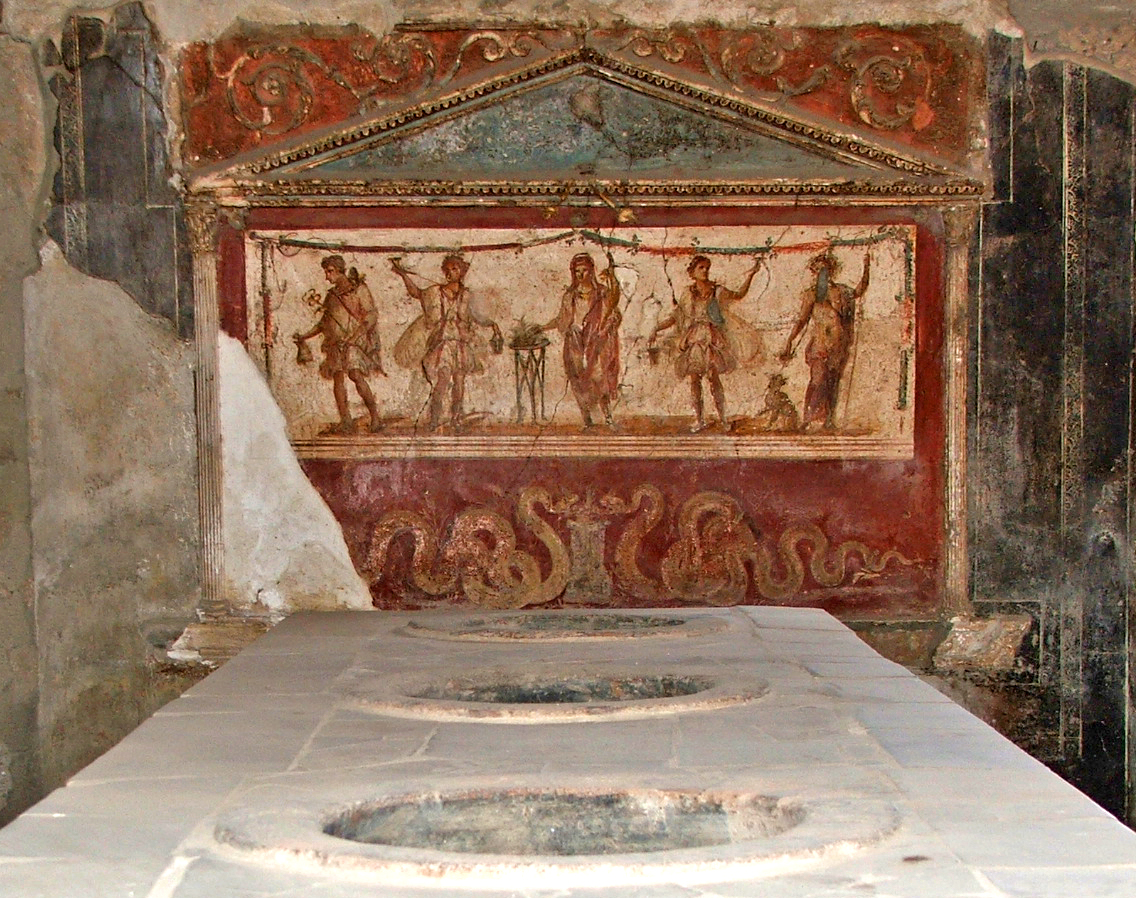
Pintura representant la verema a Pompeia, recuperada d'un thermopolium.

Un dels centres vinícoles més importants del món romà va ser la ciutat de Pompeia, situada al sud de Nàpols. La zona albergava una gran extensió de vinyers, i servia com a important centre comercial amb les províncies romanes estrangeres. Era la font principal de vi per a la ciutat de Roma. Els propis pompeians eren famosos per la decadència de la seva set de vi. El culte a Bacus, el déu romà del vi, era corrent, trobant-se representacions seves en frescs i fragments arqueològics de tota la regió. S'han trobat àmfores estampades amb els segells de mercaders pompeians per tot l'Imperi Romà, incloent les actuals regions de Bordeus, Narbona, Tolosa de Llenguadoc i Espanya. Hi ha evidències que suggereixen que la popularitat i notorietat del vi de Pompeia va poder haver donat lloc a un antic frau, emprant-se segells falsos per marcar àmfores de vi que en realitat no procedia de Pompeia.
L'erupció del Vesuvi a l'any 79 va tenir un efecte devastador sobre la indústria vinícola romana. Els vinyers de tota la regió van quedar destruïts, així com els cellers que emmagatzemaven la collita de l'any anterior, provocant una dramàtica escassetat de vi. El dany al port comercial també va dificultar el tràfic de vi amb les províncies exteriors. El vi que quedava va sofrir una forta pujada de preu, deixant-ho solament a l'abast dels romans més adinerats. La escassetat de vi va provocar el pànic entre els romans, que es van apressar a plantar vinyers en zones properes a la ciutat, a costa fins i tot d'arrencar camps de cereal per disposar de més terreny. Encara que aquests esforços van ajudar a corregir ràpidament l'escassetat de vi, el subsegüent excedent de vi també va tenir conseqüències negatives. L'excés de vi va provocar una baixada de preus que va perjudicar els ingressos de productors i comerciants de vi. Els camps de cereals arrasats van contribuir a una escassetat de menjar entre la nombrosa població romana. L'any 92 el emperador Domicià va promulgar un edicte que prohibia la plantació de nous vinyers a Roma i ordenava arrencar la meitat dels de les províncies. Encara que hi ha evidències que suggereixen que aquest edicte va ser ignorat en gran manera a les províncies romanes, els historiadors del vi han discutit el seu efecte sobre les naixents indústries vinícoles de Hispània i la Gàl·lia. Les expectatives de l'edicte eren que el menor nombre de vinyers subministrés solament el suficient vi per a consum domèstic amb una petita quantitat pel comerci. Encara que els vinyers ja estaven establerts en aquestes regions viticultores, la falta d'ímpetu en el comerç va suposar una depressió en l'expansió de la viticultura i la producció del vi en aquestes regions. L'edicte de Domicià va estar en vigor durant 188 anys, fins que l'emperador Marc Aureli Probe ho va revocar l'any 280.

## Expansió de la viticultura
Una de les últimes herències de l'antic Imperi Romà van ser els fonaments que van posar a les regions que després es convertirien en famosos productors mundials de vi. Mitjançant el comerç, les campanyes militars i les colònies, la influència de Roma que va aconseguir cada regió va portar amb si l'afició pel vi i l'impuls de plantar vinyers. El comerç era el primer i més llarg braç de la influència romana. Des dels cartaginesos i el sud d'Hispània a les tribus cèltiques de la Gàl·lia i les germàniques del Rin i el Danubi, els mercaders de vi romans van estar disposats a comerciar amb l'enemic i l'aliat per igual. Durant la Guerra de les Gàl·lies, quan Juli Cèsar va portar a les seves tropes fins a Chalon-sur-Saône l'any 59 aC. va trobar dos mercaders de vi romans ja establerts comerciant amb les tribus locals. En llocs com Bordeus, Trèveris i Colchester, on es van establir les guarnicions romanes, es van plantar vinyers per cobrir les necessitats de vi localment i limitar el cost d'importar-ho des de lluny. A mesura que els assentaments romans eren fundats i poblats per soldats retirats, molts dels quals tenien coneixement de viticultura gràcies a les seves famílies i a la seva vida abans de l'exèrcit, plantaven vinyers de la seva propietat a les seves noves terres. Encara que és possible que els romans importessin vinyes d'Itàlia i Grècia, hi ha bastants evidències per suggerir que van conrear varietats locals a les províncies, que serien els ancestres de les varietats conreades en elles actualment.
A mesura que la República Romana creixia fins a un imperi, la complexitat del comerç romà de vi va augmentar també. La península romana era coneguda per la bona qualitat del seu vi, destacant Pompeia. No obstant això, quan la República va créixer més enllà d'Itàlia, el comerç i l'economia del vi ho va fer també. El comerç de vi a Itàlia consistia en la venda de vi als seus assentaments exteriors i províncies al voltant del mar Mediterrani, però per al segle i, les exportacions romanes competien amb les de les províncies, que van començar a portar el seu vi a Roma. Com l'Imperi Romà va ser en gran manera una economia de mercat, es van animar les exportacions de les províncies, la qual cosa va millorar el subministrament i la demanda. Si hi havia molta producció de vi, llavors el seu preu seria menor per al consumidor. Com l'Imperi va tenir una economia de subministrament i demanda, els romans també van tenir una àmplia varietat de monedes, que suggereix l'existència d'una complexa economia de mercat al voltant del comerç de vi de l'imperi. La gran varietat de monedes significa que els ciutadans de l'Imperi van dedicar molts esforços a l'economia de mercat del vi.

### Hispània

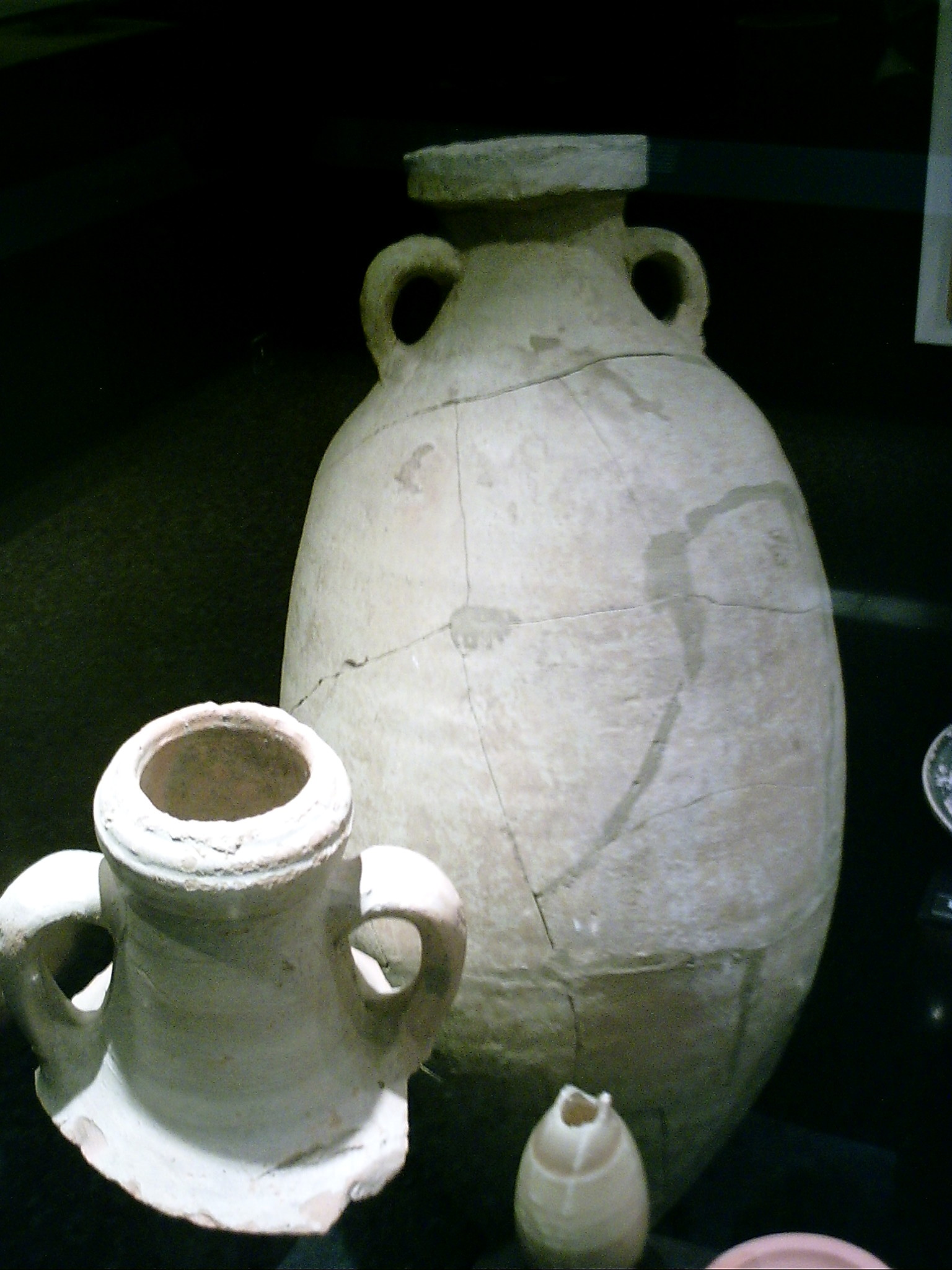
Àmfores romanes recuperades a Catalunya.

La victòria romana sobre Cartago en les guerres púniques va posar els territoris del sud i la costa d'Espanya sota el control de Roma, a pesar que la Conquesta romana d'Hispània completa de la península Ibèrica no es va aconseguir fins al regnat de Cèsar August. La colonització romana de la regió va portar al desenvolupament de la Tarraconensis a les regions del nord d'Hispània, incloent el que actualment són les modernes regions vinícoles de Catalunya, Rioja, Ribera del Duero i Galícia, i de Hispània Baetica, que incloïa l'actual Andalusia, amb la regió productora de Xerès (Cadis). Els cartaginesos i els fenicis van ser els primers a introduir la viticultura a la península Ibèrica, però la influència romana, amb noves tècniques i el desenvolupament de les seves xarxes de calçades, va portar noves oportunitats econòmiques a la regió, elevant la producció de vi de cultiu agrícola privat a empresa comercial viable. El vi hispànic va arribar a Bordeus abans que la regió produís el seu propi. L'historiador francès Roger Dion ha suggerit que el balisca, comú a les províncies del nord d'Espanya i especialment a La Rioja, va ser portat a França per plantar els primers vinyers romans de Bordeus.
Els vins hispànics es trobaven amb freqüència a Roma. El poeta Marc Valeri Marcial va descriure un vi molt apreciat conegut com a Ceretanum i originari de Ceret (l'actual Jerez de la Frontera). L'historiador del vi Hugh Johnson creu que aquest vi va ser un antic avantpassat del xerès. El comerç del vi hispànic va arribar més lluny a través de l'Imperi Romà que el del vi italià, havent-se trobat àmfores d'Hispània a Aquitània, Bretanya, a la vall del Loira, Normandia, Britànnia i a la frontera germànica. L'historiador Estrabó va assenyalar a la seva obra Geografia que els vinyers de la Bètica eren famosos per la seva bellesa. L'escriptor agrícola romà Columel·la va ser un nadiu de Cadis influït per la viticultura de la regió.

### Gàl·lia
Hi ha evidències arqueològiques que suggereixen que els celtes van ser els primers que van conrear la vinya a la Gàl·lia. S'han trobat llavors de raïm en tota França, abans de l'arribada de grecs i romans, tenint alguns exemples trobats prop del llac Leman prop de 12.000 anys d'antiguitat. No està massa clar fins a quin extrem van produir vi les tribus cèltiques i gal·les, però l'arribada dels grecs prop de Massalia (Marsella) en el 600 aC. va introduir amb seguretat nous tipus de producció de vi i cultiu de la vinya. Els grecs es limitaven a plantar vinyers en regions de clima mediterrani on també poguessin conrear-se oliveres i figueres. Els romans buscaven regions properes a un riu i a una ciutat important, amb pujols: el seu coneixement científic incloïa la tendència de l'aire fred a viatjar com l'aigua baixant pels vessants, refredant els raïms durant el dia, i acumulant-se en borses fredes en el fons. Aquestes zones havien d'evitar-se, però un vessant assolellat podia, fins i tot en climes freds, proporcionar un clima prou bo per permetre la maduració del raïm. Quan els romans van conquistar Massalia l'any 125 aC., van marxar més cap a l'interior i l'est, fundant la ciutat de Narbona al 118 aC., en el que actualment és la regió del Llenguadoc-Rosselló, juntament amb la Via Domitia -la primera calçada romana en la Gàl·lia-. Els romans van establir unes lucratives relacions comercials amb les tribus locals. Malgrat tenir el potencial per produir el seu propi vi, les tribus gal·les van pagar alts preus pel vi romà, arribant a aconseguir una sola àmfora el valor complet d'un esclau.

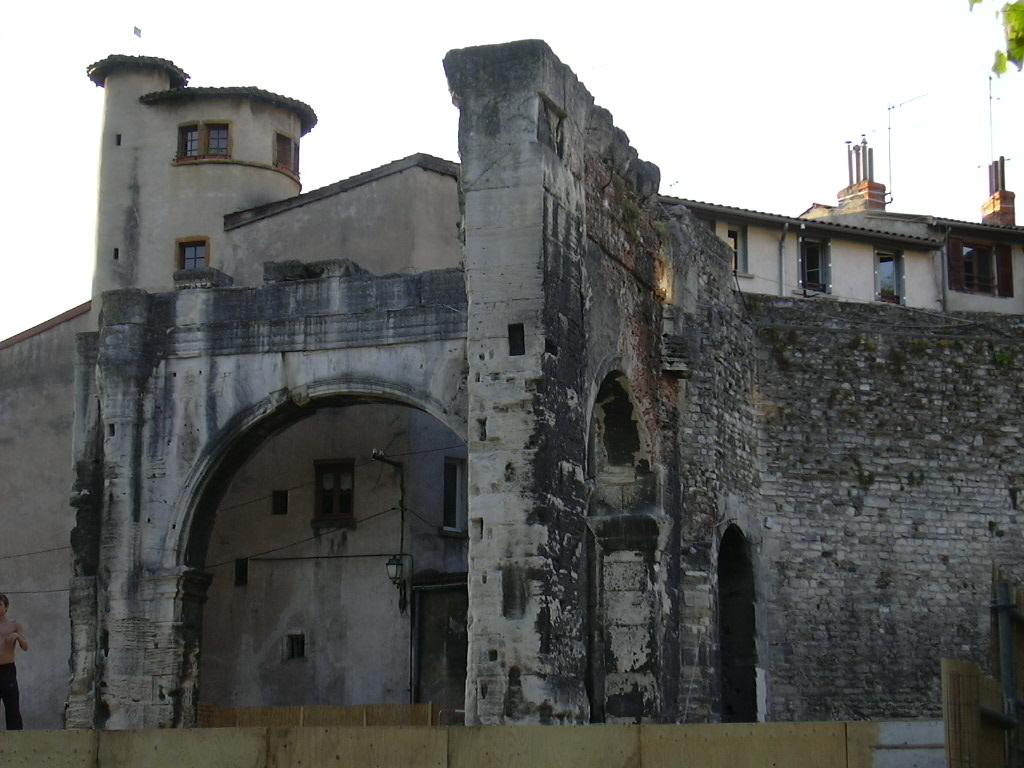
Ruïnes romanes a Vienne. El primer vi francès a rebre reconeixement internacional va ser produït en aquesta regió.

Des de la costa mediterrània els romans es van endinsar fins a la vall del Roine, arribant a regions on no creixien oliveres ni figueres però sí seguien trobant-se alzines. Els romans sabien gràcies als seus territoris, en el que actualment és el nord-est d'Itàlia, que les regions en els quals es trobaven alzines eren prou càlides per permetre la maduració completa del raïm. Al segle i, Plini relata que la colònia de Vienne produïa un vi resinós que aconseguia preus alts a Roma. L'historiador del vi Hanneke Wilson assenyala que aquest vi del Roine va ser el primer vi francès autèntic que va obtenir reconeixement internacional.
El primer esment de l'interès romà per la regió de Bordeus apareix en un informe d'Estrabó a August sobre que no hi ha vinyes baixant pel riu Tarn cap a Garona a la regió coneguda com a Burdígala. El vi per a aquest port estava sent subministrat per la zona de «camp alt» de Gaillac a la regió de Migdia-Pirineus. Aquesta regió tenia uns abundants recursos de vinyers indígenes que els romans van conrear, molts dels quals segueixen produint vi actualment. La ubicació de Bordeus en l'estuari de la Gironda ho feia un port ideal per al transport de vi per la costa atlàntica francesa i fins a les Illes Britàniques. No va passar molt temps fins que Bordeus va disposar dels seus propis vinyers i fins i tot va exportar el seu propi vi per als soldats romans acampats a Britànnia. Al segle i, Plini el Vell va esmentar plantacions a Bordeus, incloent el balisca -conegut abans a Hispània- sota el sinònim de Biturica, per la tribu local dels bituriges. Els ampelògrafs assenyalen que la corrupció del nom Biturica és Vidure, un sinònim francès del Cabernet Sauvignon que pot assenyalar a un parentiu d'aquesta vinya amb la família Cabernet -que inclou el Cabernet Sauvignon, Cabernet Franc, Merlot i Petit Verdot).
Pujant més pel Roine, al costat del seu afluent Saona, els romans van trobar les zones que es convertirien a les actuals regions productores de Beaujolais, Mâconnais, Côte Chalonnaise i *Côte d'Or. El primer aliat de Roma entre les tribus gal·les van ser els hedus, als que van recolzar fundant la ciutat d'Augustodunum en el que avui és la regió de Borgonya. Encara que és possible que els vinyers es plantessin al segle i, poc després de la fundació d'Augustodunum, la primera evidència definitiva de la producció de vi apareix en un relat de la visita de l'emperador Constantí I el Gran a la ciutat l'any 312. La fundació de la resta dels grans vinyers francesos no està tan clara. La tendència dels romans de plantar en pujols ha deixat restes arqueològiques de vinyers gal·loromans en les faldilles dels pujols de Sancerre. El segle iv, l'emperador Julià l'Apòstata tenia un vinyer prop de París, en el pujol de Montmartre. Una vil·la del segle v al que avui és Épernay mostra la influència romana a la regió de la Xampanya.

### Germània

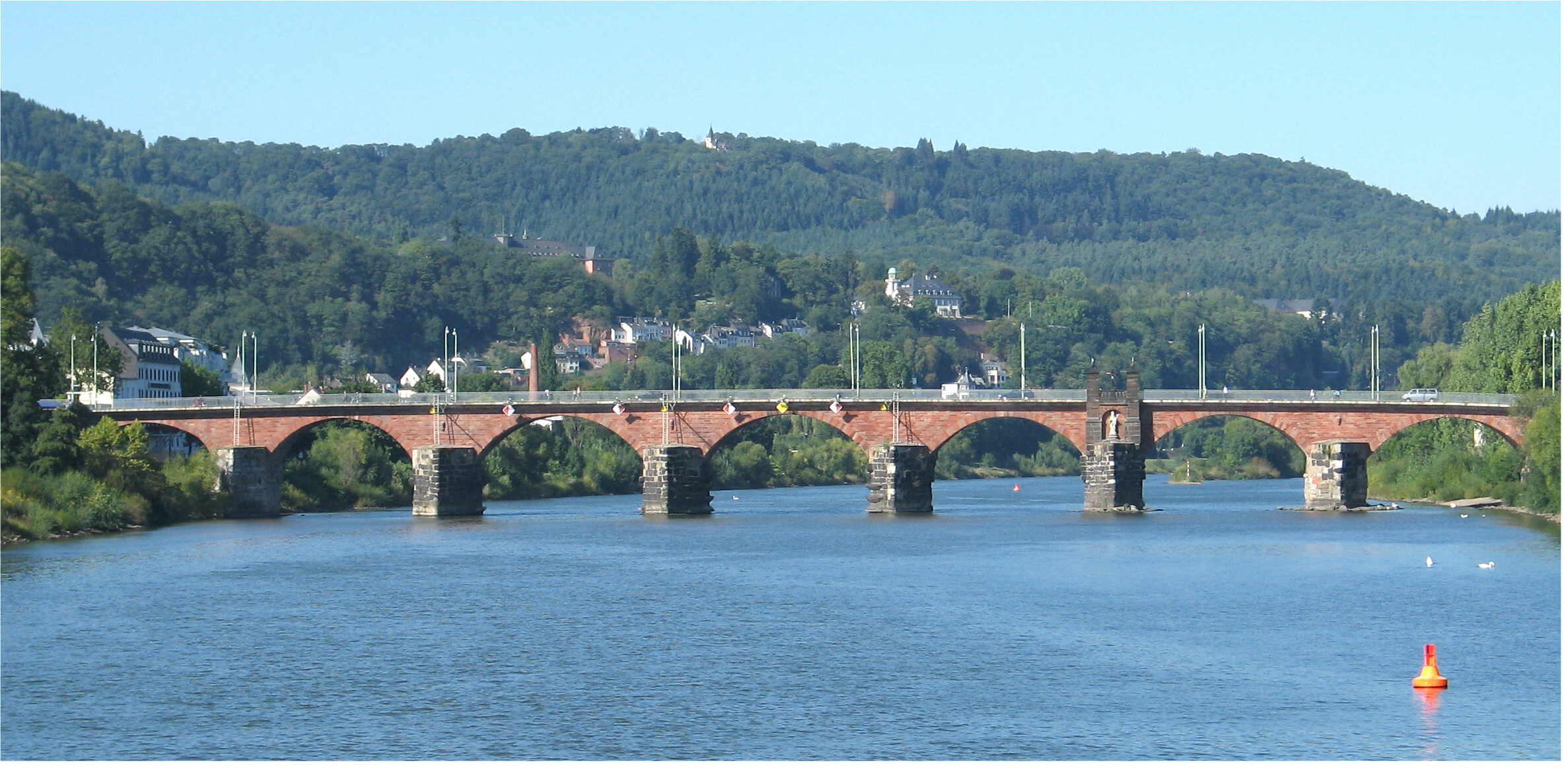
El pont romà de Trèveris creua el Mosel·la. Els romans van trobar que plantar vinyers en les riberes escarpades al llarg del riu proporcionava suficient calor per permetre la maduració del raïm.

Encara que les parres salvatges havien existit al llarg del Rin des de la prehistòria, la primera evidència de viticultura es remunta a la conquesta romana i els seus assentaments als territoris occidentals de Germània. S'han trobat eines agrícoles, com a ganivets de podar, prop dels aquarteraments romans a Trèveris i a Colònia, però el primer registre definitiu sobre la producció de vi apareix a l'obra del 370 d'Ausoni titulada Mosella, on es descriuen vibrants vinyers al llarg del Mosel·la. Oriünd de Bordeus, Ausoni va comparar els vinyers favorablement respecte als de la seva terra natal, i sembla indicar que la viticultura hi havia estat present en aquesta regió des de bastant temps enrere. Les raons per plantar a Renània van ser l'aprovisionament de la creixent demanda dels soldats romans al llarg del Limes Germanicus i els alts costos de la importació de vi de Roma, Espanya i Bordeus. En un punt els romans van considerar construir un canal que unís el Saône i el Mosel·la per facilitar el comerç per aigua. L'alternativa era beure el que Tàcit va descriure com una beguda inferior semblada a la cervesa.
Els escarpats pujols al llarg dels rius Mosel·la i Rin van proporcionar una oportunitat d'estendre el cultiu de vinyes a latituds més del nord. Una orientació sud/sud-oest maximitza la quantitat de sol que reben les vinyes, permetent que aquestes rebin la llum del sol perpendicularment en lloc d'un menor angle, com en terreny pla. Els pujols oferien el benefici addicional de protegir les vinyes dels freds vents del nord i d'aprofitar la calor addicional procedent del reflex dels rius, per obtenir una millor maduració del raïm. Amb el tipus adequat de vinya, potser un antic antecessor de la Riesling alemanya, els romans van trobar que podia produir-se vi a Germània. Des del Rin, el vi germà s'estendria riu avall fins al Mar del Nord i a mercaders de Britànnia, on va començar a obtenir una bona reputació. Malgrat les hostilitats militars, les tribus germàniques veïnes, com els alamans i els francs, van ser entusiastes consumidors de vi germà, fins que un edicte del segle v va prohibir la seva venda fora dels assentaments romans. L'historiador del vi Hugh Johnson creu que això va poder haver estat un estímul addicional per a les invasions bàrbares i el saqueig d'assentaments romans com Trèveris: «una invitació a tirar la porta a baix».

### Britànnia

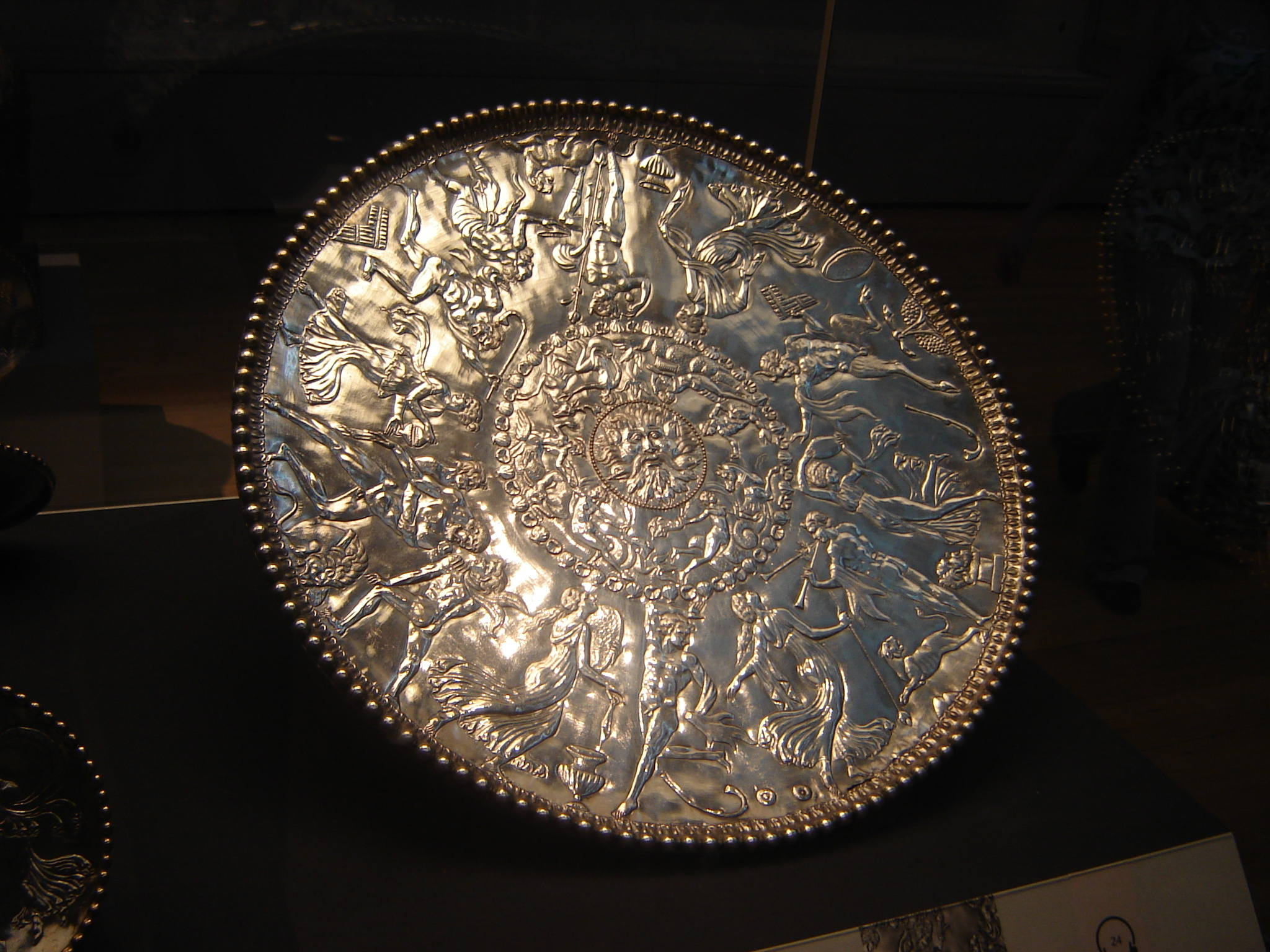
Safata de plata representant a Bacus trobada a Mildenhall.

La influència romana sobre Britànnia és no tant viticultora com a cultural. Al llarg de la història moderna, els britànics han exercit un paper clau en la formació del món del vi i en la definició dels mercats vinícoles globals. Encara que les evidències de Vitis vinifera a les illes Britàniques es remunten al Hoxniense, quan el clima era molt més càlid que actualment, l'interès britànic en la producció de vi no va prendre forma realment fins a la conquesta romana de Britànnia al segle i. Àmfores italianes assenyalen que el vi era transportat amb regularitat per mar, envoltant la Península Ibèrica fins a Britànnia, la qual cosa resultava molt car. El desenvolupament de regions productores de vi a Bordeus i Germània va facilitar enormement el proveïment dels colons romans, abaratint costos. La presència de cases de fabricació d'àmfores trobades en el que actualment és Brockley i Middlesex assenyala que els britànics probablement també van tenir els seus propis vinyers.
Hi ha proves clares que el culte romà de Bacus, el déu del vi, es practicava a la Gran Bretanya: s'han trobat més de 400 artefactes que representen la mateixa imatge en tota la Gran Bretanya. Fins i tot una font de plata gravada amb Bacus i amb Hèrcules. A Colchester, les excavacions han posat al descobert la identificació dels contenidors de més de 60 diferents tipus de vins d'Itàlia, Hispània, el Rin i Bordeus.

## Obres romanes sobre el vi
Les obres d'autors clàssics romans -especialment Cató, Columel·la, Horaci, Pal·ladi, Plini, Varró i Virgili- aporten llum sobre el paper del vi en la cultura de l'Antiga Roma, així com sobre els costums vitivinícoles de l'època. Algunes d'aquestes tècniques han influït sobre el procés modern de producció del vi, incloent-hi la consideració del clima i l'orografia en triar la varietat de raïm a plantar, els beneficis de les diferents espatlleres i emparrats, els efectes de l'esporgada i el rendiment sobre la qualitat del vi, a més de tècniques vinícoles com l'envelliment després de la fermentació i la importància de la neteja al llarg de tot el procés per evitar la contaminació, les impureses i la deterioració.

### Cató el Vell
Marc Porci Cató Censorí va ser un estadista romà que va créixer en una família agricultora d'una granja de Reate, al nord-est de Roma. Va escriure exhaustivament sobre diversos temes en la seva obra De Agri Cultura («Sobre el cultiu de la terra»), l'obra en prosa llatina més antiga conservada. En aquesta obra, Cató parla prolixament sobre la viticultura i la producció de vi, donant detalls sobre la gestió d'un vinyer, incloent-hi el càlcul de quant treball hi podia fer un esclau abans de caure mort. Creia que els raïms donaven millor vi quan rebien més quantitat de llum solar, per la qual cosa recomanava que les vinyes s'emparressin en arbres tan alts com fos possible i s'esporguessin severament totes les fulles quan els raïms comencessin a madurar. Aconsellava als productors de vi esperar fins que els raïms maduressin completament abans de fer la verema, perquè la qualitat del vi seria molt millor i ajudaria a mantenir la reputació del vinyer. Va ser un defensor pioner de la importància de la higiene en l'elaboració de vi, amb la recomanació que les gerres de vi es netegessin dues vegades al dia amb una escombra nova cada vegada. També recomanava segellar bé les gerres després de la fermentació per evitar que el vi s'espatllés i es tornés vinagre. No obstant això, aquesta recomanació també incloïa no omplir les àmfores fins a la vora i deixar un espai buit, la qual cosa provoca cert grau d'oxidació. El manual de Cató va ser seguit i va servir de llibre de text sobre fabricació de vi romà durant segles.

### Columel·la

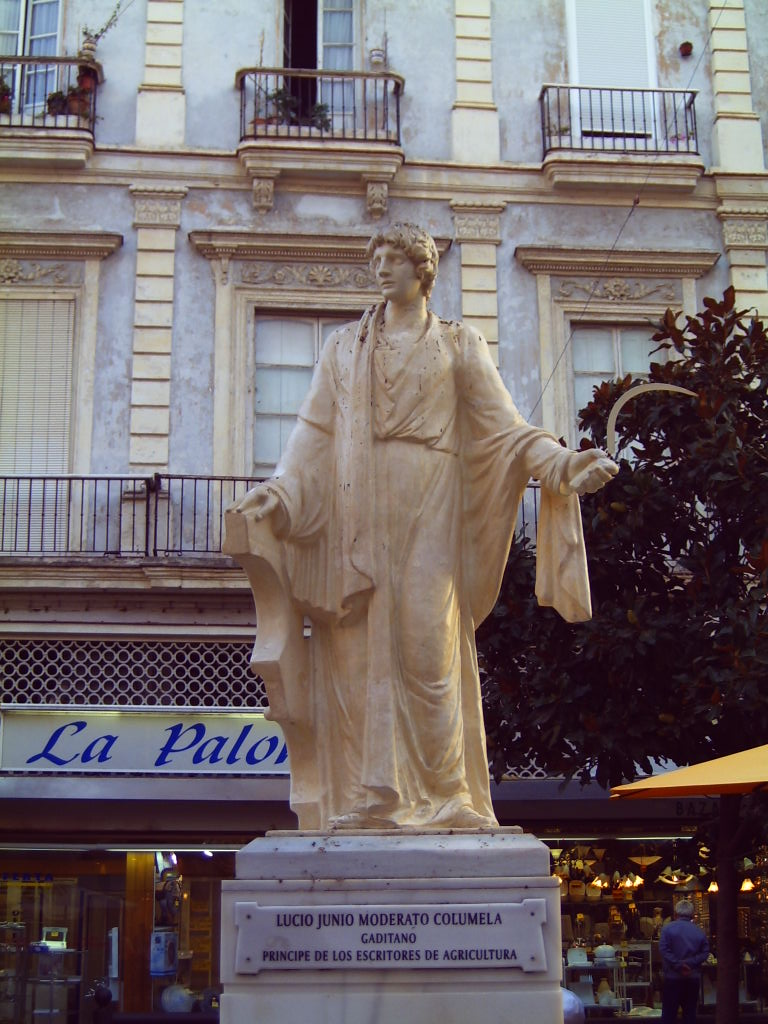
Estàtua de Columel·la a la seva terra natal de Gades.

Luci Juni Moderat Columel·la va ser un escriptor del segle i, l'obra del qual De re rustica es considera una de les més importants sobre agricultura romana. Els 12 toms estan escrits en prosa, a excepció del llibre deu, sobre jardins, que està en hexàmetres. L'obra de Columel·la aprofundeix en els aspectes tècnics de la viticultura romana en els llibres tercer i quart, incloent consells sobre els tipus de sòl que produeixen el millor vi. En el llibre dotzè tracta sobre els diversos aspectes de la producció de vi. Una de les tècniques de producció de vi descrites per Columel·la és la cocció de most en una recipient de plom. A més de concentrar els sucres per reducció del most, el propi plom donava un sabor dolç i una textura agradable al vi. Descriu els detalls exactes sobre la bona gestió d'un vinyer, des del millor desdejuni per als esclaus fins al rendiment de raïm per cada iugerum de terra i les tècniques de poda per assegurar aquests rendiments. Molts elements moderns de l'emparrat de vinyes apareixen en la descripció de Columel·la de les bones pràctiques. En el seu vinyer ideal, les parres es plantaven deixant dos passos entre elles i es lligaven amb varetes de salze a estaques de castany que tenien l'altura aproximada d'un home. També va descriure alguns dels vins de les províncies romanes, advertint el potencial dels vins d'Hispània i Bordeus. També va esmentar la qualitat dels vins elaborats amb les varietats antigues de raïm balisca i biturica, que els ampelògrafs creuen que són ancestres de la família cabernet sauvignon.

### Plini el Vell
Plini el Vell va ser un naturalista del segle i, i autor de l'enciclopèdia romana Naturalis Història, amb 37 llibres dedicats a l'emperador Tit que van ser publicats després de la seva mort a prop de Pompeia deguda a l'erupció del Vesuvi. Encara que cobreix una vasta quantitat de temes, la Naturalis Història dona molta importància al vi i la viticultura. El llibre 14 tracta exclusivament del vi, amb una classificació dels primers crus de Roma. El llibre 17 inclou una discussió sobre diverses tècniques viticultores i una formalització primerenca del concepte de terroir: que llocs únics produeixen vins únics. En la seva classificació dels millors vins romans, Plini conclou que el lloc té més influència en la qualitat final de vi que el tipus concret de raïm. Les primeres seccions del llibre 23 tracten de certes propietats medicinals del vi. Va ser un ferm defensor de l'emparrat de vinyes en pèrgoles i va advertir que tots els millors vins de Campània empraven aquesta tècnica. A causa dels perills del cultiu i la poda de la vinya en arbres, Plini recomanava no usar valuosa mà d'obra esclava sinó contractar treballadors de vinyers estipulant en el seu contracte el pagament d'una tomba i les despeses del funeral. Va descriure algunes de les varietats contemporànies assenyalant que l'amineà i el nomentà eren els millors. Els ampelògrafs creuen que dues varietats de vi blanc que va descriure, arcelaca i argitis, poden ser antics ancestres de l'actual raïm Riesling.
Plini també és la font d'una de les més famoses cites llatines sobre el vi: in vino veritas, o «hi ha veritat en el vi», al·lusiva a la loquacitat freqüentment confessional produïda per l'embriaguesa.

### Altres autors
Marc Terenci Varró, a qui el retòric Quintilià va anomenar «l'home més savi entre els romans», va escriure extensament sobre temes tals com la gramàtica, la geografia, la religió, la llei i la ciència, però solament el seu tractat agrícola De re rustica (o Rerum rusticarum libri) s'ha conservat complet. Encara que hi ha evidències que va prendre prestat part del seu material de l'obra de Cató, Varró segueix l'obra del cartaginès Magó, així com els autors grecs Aristòtil, Teofrast i Xenofont. El tractat de Varró està escrit com un diàleg i es divideix en tres parts, la primera de les quals conté la major part de la discussió sobre el vi i la viticultura. En aquesta obra, Varró defineix el vi vell com el que porta almenys un any apartat de la collita i assenyala que encara que alguns vins són millors quan es consumeixen joves, els vins bons com el falern han de consumir-se molt més vells.
La poesia de Virgili recorda la del poeta grec Hesíode en centrar-se en la moralitat i la virtut de la viticultura, especialment en l'austeritat, integritat i treball dur dels camperols romans. El llibre segon del poema didàctic Geòrgiques tracta d'assumptes vitícoles. Un consell notable que Virgili impartia era la recomanació de deixar alguns raïms a la vinya fins al final de novembre, quan es tornava «ters de gebre». Aquesta versió primitiva del vi de gel hauria produït vins dolços sense l'acidesa de l'elaborat amb raïms collits massa aviat.
Horaci, el contemporani de Virgili, va escriure sovint sobre el vi, encara que cap obra seva va estar completament dedicada a aquest assumpte. Horaci propugnava el punt de vista de l'epicureisme de gaudir dels plaers, incloent-hi el vi, amb moderació. Els seus poemes són alguns dels exemples més antics conservats d'elecció deliberada del vi segons l'ocasió concreta. Exemples recollits a les seves Odes inclouen servir un vi de la collita de l'any de naixement per complimentar un hoste important, servir vins simples en ocasions quotidianes i reservar els vins famosos com el cécube per commemorar successos especials. Horaci va respondre la qüestió plantejada pel poeta alexandrí Cal·límac de Cirene sobre si l'aigua o el vi era la beguda preferida per a la inspiració poètica posant-se del costat de Cratí d'Atenes i els bevedors de vi. L'amor d'Horaci pel vi era tal que en parlar sobre la seva mort expressava més por per veure's allunyat del seu estimat celler que de la seva esposa.
Pal·ladi va ser un escriptor del segle iv que va compondre un tractat sobre agricultura de 15 toms conegut com a Opus agriculturae o De re rustica. El primer llibre era una introducció als principis bàsics de l'agricultura i cadascun dels 12 llibres següents estaven dedicats als mesos de l'any i les tasques agrícoles concretes que s'hi havien de fer. Encara que Pal·ladi parla de diversos cultius, dedica més temps a discutir les tècniques vitícoles que a qualsevol altre tema. Els últims dos llibres tracten principalment de medicina veterinària per als animals de granja, però no inclouen una descripció detallada de les tècniques de empelt romà. L'obra de Pal·ladi pren prestada molta informació de Cató, Varró, Plini i Columel·la, però va ser un dels pocs tractats agrícoles romans que va seguir usant-se durant tota l'edat mitjana i principis del Renaixement. Els seus escrits sobre la viticultura van ser àmpliament citats per Vincent de Beauvais i Albert el Gran.

## Fabricació de vi romà

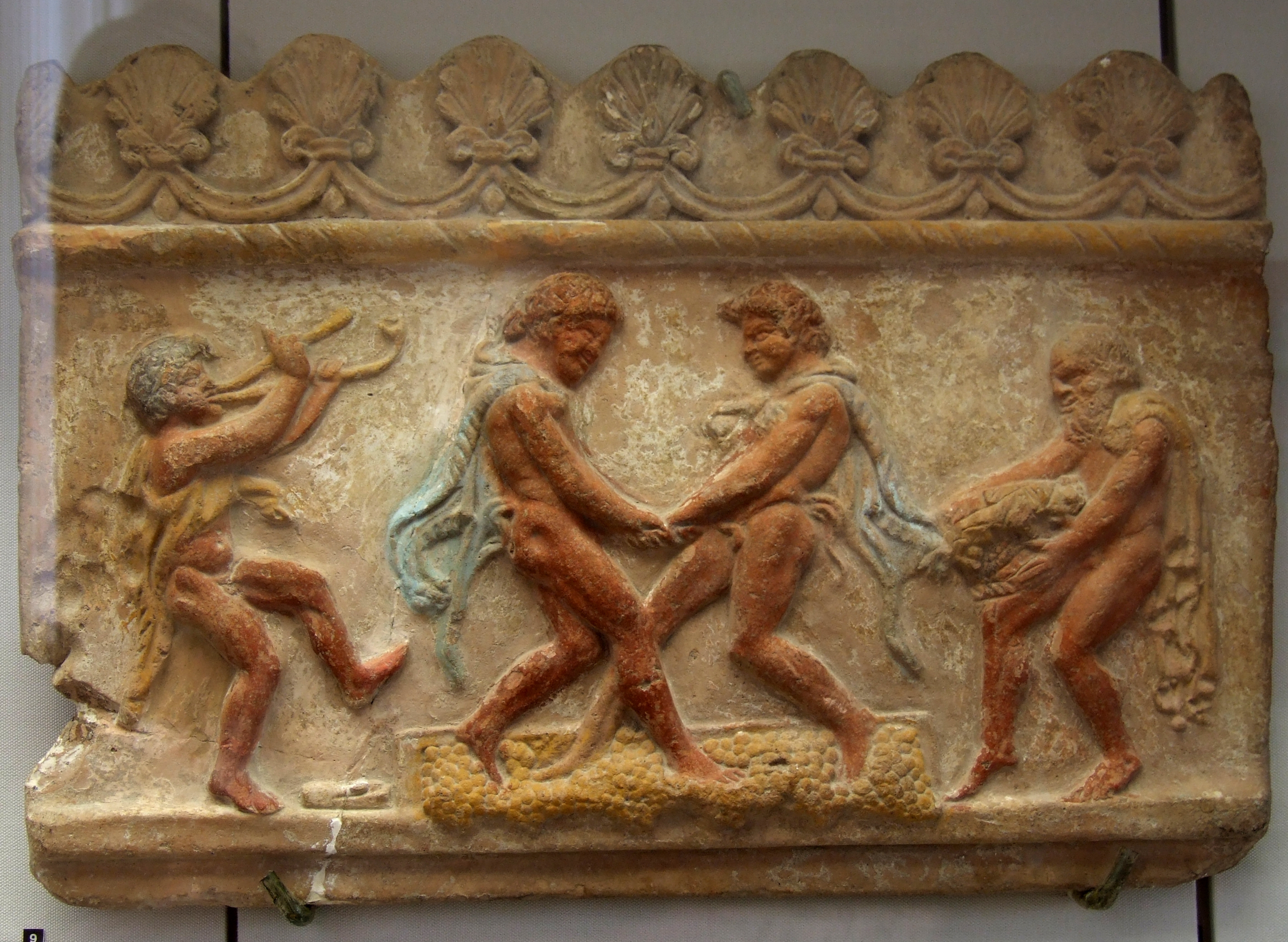
Relleu representant el trepig del raïm.

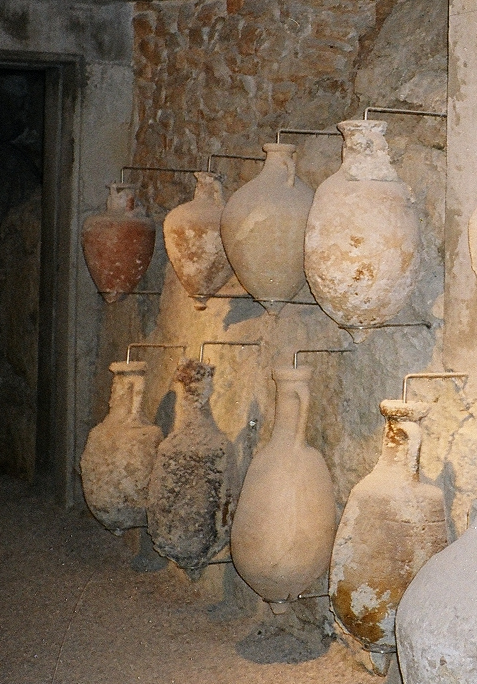
Després de la fermentació, el vi romà s'emmagatzemava en àmfores per servir-lo o deixar-ho envellir.

La fabricació de vi romà incloïa el trepig del raïm poc després de la verema, de forma semblant al pigeage francès. El suc que s'obtenia trepitjant era el més valuós i es mantenia separat de l'obtingut pel premsat posterior del raïm. També es creia que aquest primer suc tenia les propietats mèdiques més beneficioses. Cató va descriure el procés de premsatge com un procés fet en una habitació especial equipada amb una plataforma de formigó elevada que contenia una pileta poc profunda amb vores elevades. La pileta tenia unes corbes suaus que donaven a un desguàs, i al llarg de la pileta hi havia llargues bigues horitzontals de fusta, la part frontal de les quals estava lligada amb una corda a un cabrestant. Els raïms aixafats es posaven entre les bigues i s'hi aplicava pressió mitjançant el cabrestant. El suc corria entre les bigues a la pileta, on es recollia. La construcció i ocupació de les premses de vi romanes eren molt laborioses i cares. El seu ús estava restringit principalment als grans vinyers, ja que els petits recorrien solament al trepig per obtenir el suc de raïm.
Si s'utilitzava el premsatge, un vinyer podia repetir el procés d'una a tres vegades. El suc que s'obtenia dels últims premsatges era més aspre i tànic, i per això habitualment es destinava el del tercer premsatge a elaborar el vi de baixa qualitat. Després del premsatge, el most de raïm s'emmagatzemava en grans recipients de fang anomenats dolium. Amb una capacitat d'uns quants milers de litres, aquests recipients estaven sovint parcialment enterrats en el terra d'un graner o magatzem i acollien la fermentació, que durava de dues setmanes a trenta dies, després de la qual cosa es retirava el vi i s'envasava en àmfores. Es practicaven petits forats a les tapes per permetre que s'escapés la pressió del diòxid de carboni. En el cas del vi blanc, podia envellir-se exposat als seus pòsits, la qual cosa millorava el seu sabor. De vegades s'hi afegia guix i pols de marbre per reduir l'acidesa del vi. Els vins s'exposaven amb freqüències a temperatures altes i es «coïen» de forma semblant al procés usat per elaborar el madeira modern. Per donar més dolçor al vi, havia de coure's una part del most en un procés anomenat defrutum, de manera que el sucre es concentrés, i llavors s'hi afegia la resta, fermentada. Els escrits de Columel·la suggereixen que els romans creien que el procés de cocció també era beneficiós per a la conservació. També s'hi afegia de vegades plom com a edulcorant. Altres formes d'endolcir-lo incloïen l'addició de mel al vi, amb la recomanació de fins a 3 kg per cada 12 litres, d'acord amb els gustos romans. Una altra tècnica desenvolupada era mantenir una part del most més dolç sense fermentar i barrejar-lo després amb el vi acabat.

## Varietats de vi
Com a la majoria del món antic, el vi blanc dolç era l'estil de vi més apreciat pels romans. Els vins solien ser molt alcohòlics, assenyalant Plini que podia apropar-se la flama d'una vela a una copa de vi falern i aquesta prendria. A causa de la seva força, els vins es diluïen sovint amb aigua temperada i de vegades fins i tot amb aigua de mar salada. La capacitat d'envellir era una característica desitjable en els vins romans, aconseguint les collites velles -amb independència de la qualitat general de les mateixes- preus molt majors que l'actual. El dret romà marcava la distinció entre el vi «vell» i «nou», sent el primer el que havia envellit almenys un any. El falern era especialment apreciat per la seva capacitat per envellir, dient-se que necessitava almenys 10 anys per envellir, aconseguint el seu cim entre els 15 i els 20 anys. Es deia que el vi blanc de surrentine necessitava almenys 25 any. Com el vi grec, el romà es condimentava sovint amb herbes i espècies -de forma semblant al vermut modern- i s'emmagatzemava de vegades en envasos recoberts de resina, la qual cosa li donava un sabor semblant al retsina modern. Els romans eren molt aficionats al aroma dels vins i experimentaven amb diferents tècniques per millorar el «buquet» del vi. Una tècnica que va guanyar certa popularitat en el sud de la Gàl·lia era plantar herbes com la espígol i la farigola en els vinyers, creient-se que els sabors es transferien a través del sòl al raïm. El vi de la vall del Roine actual té sovint notes d'espígol i farigola com a reflex de les varietats de raïm emprades i el terroir. Una altra tècnica àmpliament practicada va ser emmagatzemar les àmfores en una càmera de fum anomenada fumarium, per donar-li un sabor fumat.
El terme «vi» cobria un ampli espectre de begudes basades en aquest. La qualitat depenia de la quantitat de suc de raïm pur usat per elaborar-ho i quant es diluïa en servir-ho. El vi de millor qualitat es reservava per a les classes més altes de Roma. Per sota estava la posca, una barreja d'aigua i vi agre que encara no s'havia transformat en vinagre. Aquest vi era menys àcid que el vinagre i seguia retenint part de l'aroma i la textura del vi original. Era el tipus de vi preferit per a les racions dels soldats romans a causa del seu baix contingut alcohòlic. L'ús de la posca per a les racions dels soldats estava codificat en el Corpus Juris Civilis, suposant prop d'un litre diari per a cada soldat. Encara de menor qualitat era el lora, que s'elaborava remullant en aigua durant un dia el bagàs del raïm que s'havia premsat dues vegades, i tornant-ho a premsar. Aquest era el tipus de vi que Cató i Varró recomanaven per als esclaus. Tant la posca com el lora haurien estat habitualment disponibles per a la població romana en general. Aquests vins també haurien estat majoritàriament negres, ja que els raïms de vi blanc es reservaven per a l'ús de les classes altes.

### Varietats de raïm
Les obres de Virgili, Plini i Columel·la donen la majoria de detalls sobre les varietats de raïm emprades en la producció de vi s l'Imperi Romà. Es van conrear molts tipus de raïm, havent-se perdut moltes varietats en l'antiguitat. Mentre les obres de Virgili no distingeixen sovint entre el nom d'un vi i la varietat de raïm, sí va fer freqüents esments a la varietat amineana, que Plini i Columel·la consideraven el millor raïm de l'imperi. Plini el descriu tenint cinc subvarietats que produïen vins semblants però diferents, i afirma que aquest raïm era natiu de la Península Itàlica. Mentre Plini afirma que solament Demòcrit coneixia totes les varietats de raïm existents, s'esforça a parlar amb autoritat sobre les úniques que creia dignes d'esment. Després de la amineana, descriu la nomentana com segon millor raïm productor de vi, seguida per l'apiana i les seves dues varietats, que era la preferida a Etruria. Després d'aquestes varietats, les úniques altres dignes de la consideració de Plini eren les varietats gregues, incloent la grécula usada per elaborar vi quío. Plini diu que el raïm eugenia prometia però solament si es plantava a la regió dels Colli Albani. Columel·la esmenta moltes varietats dels mateixos raïms que Plini però assenyala que la mateixa varietat produeix vins diferents en regions diferents, coneguts baix noms diferents, la qual cosa dificulta el seguiment. Anima als viticultors a experimentar amb diferents varietats per trobar la que creixi millor a la seva regió. Els ampelògrafs discuteixen sobre les descripcions de raïms i quins poden ser els seus equivalents o descendents moderns. El raïm alobrógica que s'usava per produir el vi del Roine a Vienne pot haver estat un avantpassat antic de la família Pinot. Es creu que el raïm rética que elogia Virgili estava relacionat amb el modern refosco del nord-est d'Itàlia.

## El vi a la cultura romana
La cultura romana antiga va estar fortament influïda pels antics grecs. El vi tenia implicacions religioses, medicinals i socials que ho separaven d'altres aliments. Quan Roma va entrar en la seva època daurada quant a viticultura i es va expandir, va començar a emergir una visió «democràtica» del vi en la cultura romana, veient-se aquesta beguda com a necessitat diària i no com un luxe reservat a uns quants. En l'època de Cató es creia que fins i tot els esclaus havien de tenir una ració setmanal d'uns 5 litres. No obstant això les seves raons eren més de salut dietètica dels esclaus i manteniment de la seva força que de proporcionals gaudi personal. Si un esclau emmalaltia i no podia treballar, Cató aconsellava reduir les seves racions a la meitat per conservar el vi pels que treballaven. Va ser aquest punt de vista el que va portar a la plantació generalitzada de vinyers, de manera que es cobrissin les necessitats de totes les classes. Part d'això es va deure a canvis en la dieta: al segle ii aC, els romans van començar a abandonar una dieta consistent en porridge humides per adoptar menjars contenint més pa, de manera que el vi es va fer necessari per ajudar a ingerir aliments més secs.

### Ús per les dones

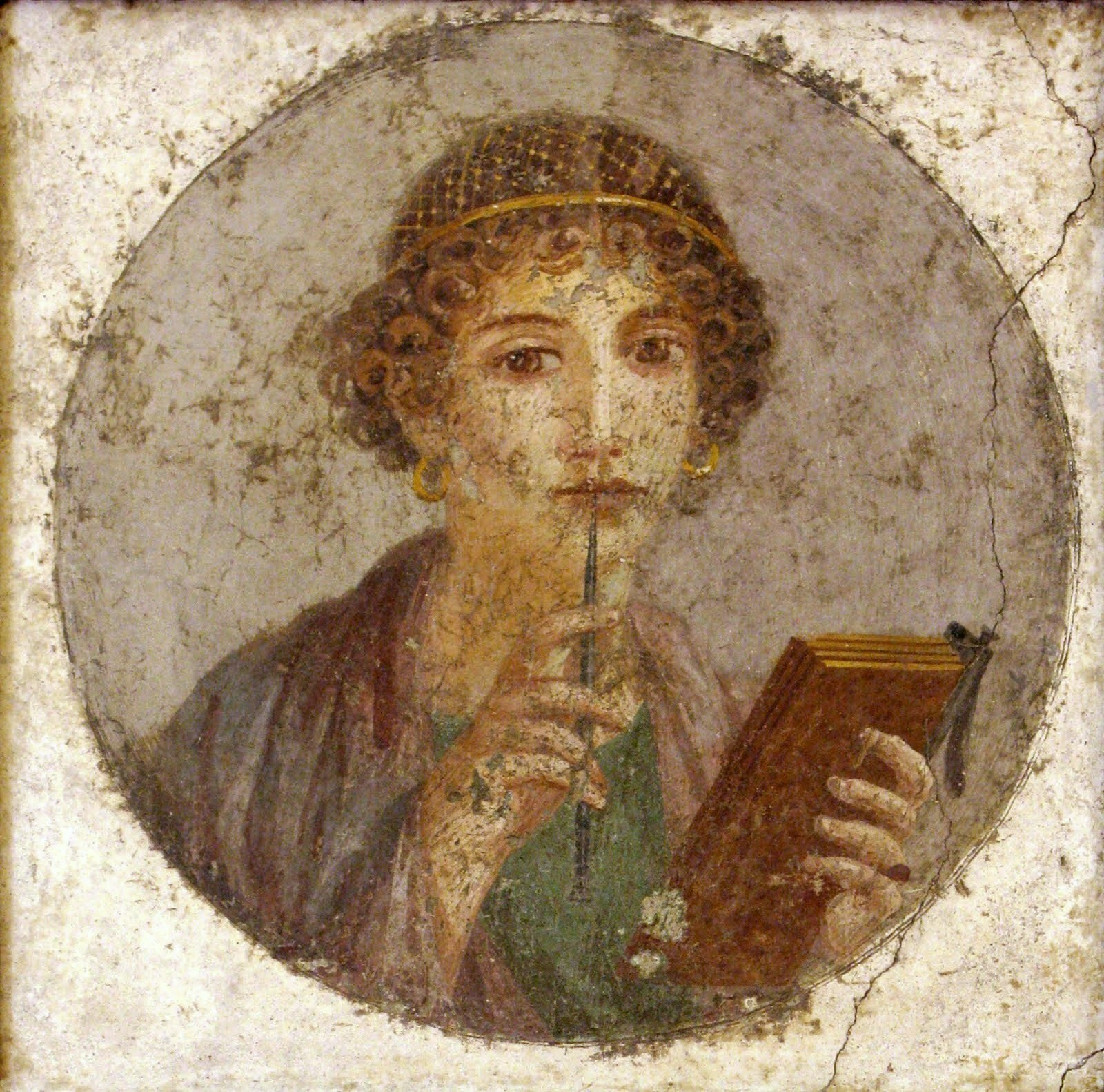
Durant molts segles, les dones romanes no van tenir permís per beure vi.

Malgrat la democratització del consum de vi, estava mal vist i fins i tot prohibit que ho prenguessin les dones. En les comèdies gregues i romanes les dones eren sovint representades borratxes i més proclius a lliurar-se a diversos vicis sota la influència de l'alcohol. El poeta Juvenal va escriure en les seves Sàtires que: «Quan està borratxa, què importa a la Deessa de l'Amor? No pot distingir els seus engonals del seu cap.» Les dones també eren cèlebres participants del culte a Bacus, que el senat romà va prohibir en el 186 aC. per impropi. Els marits tenien permís legal per matar a les seves esposes o divorciar-se d'elles si les sorprenien cometent tal ofensa. Un mite romà tractava d'un home anomenat Egnatio Mecenio que copejava a la seva dona amb un pal fins a la mort per beure vi, sent lloat per la seva virtut pel mateix Ròmul. Un altre mite explicava la història d'una dona que va ser condemnada a morir de gana per la seva família com a càstig per obrir la borsa que guardava les claus dels cellers. L'últim divorci registrat per aquesta ofensa va ser concedit l'any 194 aC., i durant el segle i aC es va tenir més tolerància, en considerar-se el vi més un aliment bàsic que una altra cosa.

### Ús medicinal
Els romans creien que el vi tenia tant poders sanadors com a destructius. Podia guarir a la ment de la depressió, la pèrdua de memòria i el dol, així com al cos de diverses afliccions, incloent el reflux estomacal, el restrenyiment, la diarrea, la gota, l'halitosi, les mossegades de serp, la tènia, els problemes urinaris i el vertigen. Cató va escriure sobre els usos medicinals del vi, incloent la prescripció d'una recepta per crear vi que podia servir de laxant usant raïm de vinyes tractades amb una barreja de cendra, fem i marxívol. També va escriure que les flors de certes plantes com el ginebre i la murta podien posar-se en vi per alleujar les mossegades de serp i la gota. Cató creia que una barreja de vi vell i ginebre cuita en una olla de plom podia alleujar les malalties urinàries, i que barrejar vins amb magranes molt àcides podia guarir la tènia.
Al segle ii, el metge grec-romà Galé donava diversos detalls sobre com el vi era usat medicinalment a la Roma tardana. A Pèrgam, Galé era responsable de la dieta i la salut dels gladiadors. Feia un ús liberal del vi en la seva professió i presumia que ni un sol gladiador havia mort en la seva cura. Per a les ferides els banyava en vi com antisèptic. També ho usava com analgèsic per a la cirurgia. Quan Galé es va convertir en metge de l'emperador Marc Aureli, va treballar per a desenvolupar drogues farmacèutiques i preparats, a partir de vins, coneguda com a triaga. Les propietats, d'aquesta triaga, van crear creences supersticioses que van perdurar fins al segle xviii i giraven sobre la «miraculosa» capacitat de protegir contra verís i guarir des de la peste fins a nafres bucals. En la seva obra De antidotis, Galé va assenyalar el canvi dels gustos romans des de vins espessos i dolços cap a altres secs i més lleugers, que resultaven més fàcils de digerir.
Els romans també eren conscients dels efectes negatius sobre la salut del vi, especialment de la tendència cap a la «bogeria» si es consumia sense moderació. Lucreci avisava que el vi podia provocar fúria a l'ànima i portar a renyines. Sèneca el Vell creia que beure vi magnificava els defectes físics i psicològics del bevedor. Prendre vi i en excés estava mal vist i els qui ho feien eren considerats perillosos per a la societat. El polític romà Ciceró va acusar freqüentment als seus rivals de ser borratxos i perillosos per a Roma, especialment a Marc Antoni, qui aparentment una vegada va beure en tal excés que va vomitar al senat.

### Ús religiós

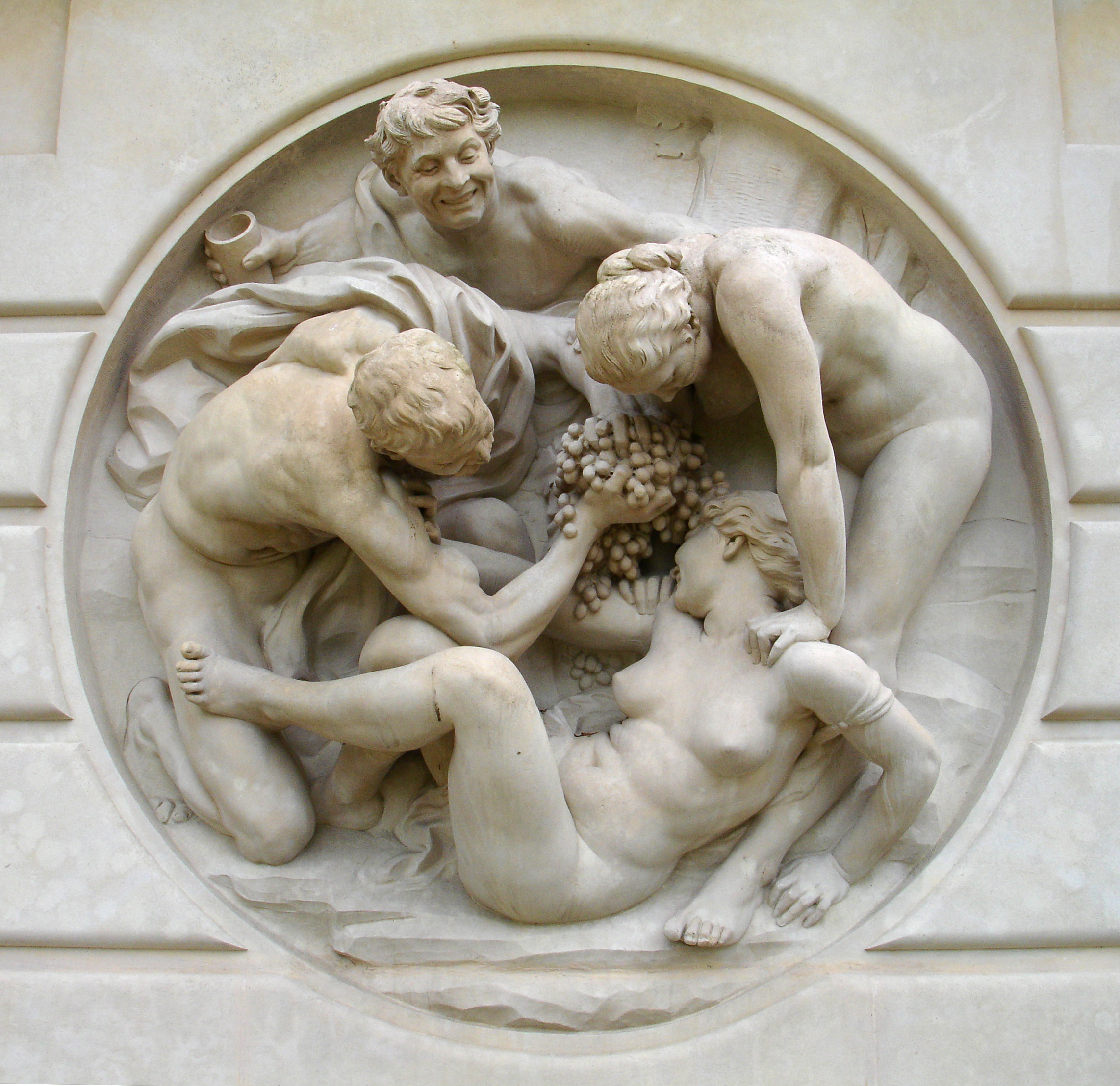
Bacanal, per Jules Dalou (circa 1895–1898).

A la Roma primitiva, el culte a Bacus va estar present entre els habitants del centre i sud d'Itàlia ja al segle iii aC Com el seu equivalent grec, aviat va caure sota la sospita de la classe governant. El culte estava dividit en cèl·lules locals amb les seves pròpies estructures jeràrquiques i juraments de lleialtat. La majoria dels membres eren dones i es creia que les seves festes, les bacanals, incloïen sacrificis d'animals i orgies. El senat romà va considerar aquestes reunions una amenaça per a l'autoritat, prohibint el culte a Bacus i les bacanals l'any 186 aC.
A mesura que Roma assimilava més cultures, es va trobar amb dos grups religiosos que considerava el vi en termes generalment positius: el judaisme i el cristianisme. El vi, el raïm i la vinya feien freqüents aparicions literals i al·legòricas en la Bíblia hebrea i la cristiana. En la Torà, la vinya va ser un dels primers cultius plantats després del Diluvi Universal i durant la recerca de Canaan, seguint a l'Èxode des d'Egipte, un dels informes positius sobre la terra va ser que les vinyes eren abundants. Els jueus, baix govern romà, acceptaven el vi com a part de la seva vida diària però veien negativament els excessos que associaven amb la impuresa romana. Molts dels punts de vista jueus sobre el vi van ser adoptats pel nou cristianisme que va sorgir al segle i. Un dels primers miracles que va obrar el fundador de la mateixa, Jesús, va ser transformar aigua en vi, i el sagrament central del cristianisme, l'eucaristia, inclou l'ús del vi. Els romans van trobar certs paral·lelismes entre Bacus i el Crist del cristianisme. Ambdues figures tenien històries recobertes de simbolisme de vida després de la mort: Bacus en la verema anual i la letargia del raïm i Crist en la seva mort i resurrecció. L'acte de l'eucaristia en consumir (metafísica o metafòricament) a Crist bevent el vi té ressons dels ritus celebrats a les festes dedicades a Bacus. La influència i importància del vi a l'església cristiana era inequívoca, i aquesta aviat va prendre el relleu de l'Antiga Roma com a influència dominant al món del vi durant els segles següents, fins al Renaixement.